# Măgura (Teleorman)
Măgura é uma comuna romena localizada no distrito de Teleorman, na região de Muntênia. A comuna possui uma área de 67.98 km² e sua população era de 2981 habitantes segundo o censo de 2007.